# Carnaval de Loures
O Carnaval de Loures é um dos maiores carnavais da região de Lisboa e de Portugal.
Embora já desde os primeiros anos do século XX o Carnaval se celebrasse em Loures com alguma dimensão, 1934 é a data oficial do início das comemorações do Carnaval de Loures. Contudo, anos mais tarde, por ordem de um deputado da Assembleia Nacional Constituinte da época, este Carnaval foi proibido dada a enorme popularidade que tinha alcançado.
Só na década de '70 o Carnaval em Loures voltou a realizar-se. Posteriormente voltou a parar e ao longo dos anos sofreu diversas interrupções até ao século XXI.
Para que o Carnaval de Loures nunca pare, foi criada, em Maio de 2000, a Associação do Carnaval de Loures, com o apoio fundamental da Junta de Freguesia e Câmara Municipal de Loures.
O Carnaval de Loures, considerado o maior evento do Concelho de Loures, conta actualmente com mais de 1800 figurantes e 15 carros alegóricos no seu desfile carnavalesco. Os festejos atraem à cidade dezenas de milhares de pessoas, todos os anos.
Da programação deste carnaval fazem ainda parte o famoso Baile Trapalhão, o Enterro do Rei do Carnaval (momento mais tradicional e satírico do Carnaval em Loures), animação nocturna, entre outras actividades durante os 5 dias de carnaval.

## Curiosidades
O Carnaval de Loures é também apelidado de Carnaval Saloio por ser da região saloia, a região de Loures.